# Saint-Martin-des-Lais
Saint-Martin-des-Lais ist eine französische Gemeinde mit 125 Einwohnern (Stand: 1. Januar 2022) im Département Allier in der Region Auvergne-Rhône-Alpes; sie gehört zum Arrondissement Moulins und zum Kanton Dompierre-sur-Besbre.

## Geographie
Saint-Martin-des-Lais liegt etwa 27 Kilometer ostnordöstlich von Moulins in der Landschaft Sologne Bourbonnaise an der Loire, die die Gemeinde im Osten begrenzt. Hier mündet das Flüsschen Engièvre in die Loire. Umgeben wird Saint-Martin-des-Lais von den Nachbargemeinden Gannay-sur-Loire im Nordwesten und Norden, Cronat im Norden und Nordosten, Vitry-sur-Loire im Osten, Lesme im Südosten, Garnat-sur-Engièvre im Süden sowie Paray-le-Frésil im Westen.

## Bevölkerungsentwicklung
| Jahr                       | 1962 | 1968 | 1975 | 1982 | 1990 | 1999 | 2006 | 2019 |
| Einwohner                  | 229  | 226  | 222  | 189  | 174  | 142  | 141  | 124  |
| Quellen: Cassini und INSEE |      |      |      |      |      |      |      |      |

## Sehenswürdigkeiten
Siehe auch: Liste der Monuments historiques in Saint-Martin-des-Lais
- Kirche aus dem 17. Jahrhundert